# (6816) Barbcohen
(6816) Barbcohen est un astéroïde de la ceinture principale.

## Description
(6816) Barbcohen est un astéroïde de la ceinture principale. Il fut découvert le 2 mars 1981 à Siding Spring par Schelte J. Bus. Il présente une orbite caractérisée par un demi-grand axe de 2,29 UA, une excentricité de 0,16 et une inclinaison de 2,1° par rapport à l'écliptique.

## Compléments